# Franc Rodé
Franc Rode (o Rodé) (nascut el 23 de setembre de 1934) és un cardenal eslovè de l'Església Catòlica. És Prefecte emèrit de la Congregació per als Instituts de Vida Consagrada i Societats de Vida Apostòlica, havent servit com a Prefecte entre 2004 i 2011. Va ser creat cardenal el 2006.

## Biografia
Franc Rodé va néixer a Rodica, prop de Ljubljana, a Iugoslàvia (actualment Eslovènia). El 1945, juntament amb la seva família, buscaren refugi a Àustria i posteriorment emigrarien a l'Argentina el 1948. Ingressà a la Congregació de la Missió, més habitualment coneguts com a Llatzaristes o Vicencians a Buenos Aires el 1952, fent la seva professió perpètua el 1957. Rodé estudià a la Universitat Pontifícia Gregoriana de Roma i a l'Institut Catòlic de París, on es doctorà en teologia el 1968.
Rodé va ser ordenat al presbiterat pel bisbe André-Jean-François Defebvre, el 29 de juny de 1960 a París. El 1965, a petició dels seus superiors, Rodé tornà a Iugoslàvia, on treballà com a rector, director d'estudis i visitador provincial dels Llatzaristes i professor de teologia fonamental i missionologia a la Facultat Teològica de Ljubljana.
El 1978 va ser fet consultor del Secretariat pels No Creients de la Cúria Romana, sent transferit a aquell dicasteri el 1981 i sent promogut fins a ser el seu sots-secretari el 1982. Durant aquesta època assistí en l'organització de diverses sessions de diàleg amb els marxistes europeus. Quan Joan Pau II unificà el Consell pontifici per a la Cultura i el Consell Pontifici pels No-Creients el 1993, nomenà Rodé com a Secretari del nou Consell Pontifici per a la Cultura. Com a secretari, servi com el segon màxim funcionari d'aquest dicasteri, sota Paul Poupard.
El 5 de març de 1997, Rode va ser nomenat Arquebisbe de Ljubljana i, de facto, Primat d'Eslovènia, pel Papa Joan Pau II. Rebé la seva consagració episcopal el 6 d'abril següent de mans de l'arquebisbe Alojzij Šuštar, amb els arquebisbes Franc Perko i Aloysius Ambrozic servint com a co-consagradors, a la catedral de Ljubljana. Rodé dirigí amb èxit les negociacions per a un nou concordat, que finalment s'aprovà el 2004.
Rodé tornà a la Cúria Romana en ser nomenat Prefecte de la Congregació per als Instituts de Vida Consagrada i Societats de Vida Apostòlica l'11 de febrer de 2004. Rode va ser creat cardenal diaca pel Papa Benet XVI el 24 de març de 2006. El seu lema està en eslovè antic, "Stati inu obstati" (Per existir i perseverar / aixecar-se i resistir), presa del Catecisme de Primož Trubar, i que també apareix inscrita a les monedes d'un euro eslovenes. El gener de 2011 es retirà com a Prefecte de la congregació. El 2013 va ser el primer candidat eslovè de tota la història a un conclave papal, tot i que no era un Papabili.
El cardenal Rodé és un dels cardenals que han celebrat la missa Tridentina després de la reforma de Benet XVI.
Rodé és membre de diversos oficis a la Cúria: treballa a les congregacions pel Culte Diví i la Disciplina dels Sagraments, pels Bisbes, per l'Evangelització dels pobles, per a l'Educació Catòlica i del Cultura i de la Comissió Pontifícia Ecclesia Dei. Serà membre d'aquests dicasteris fins a complir 80 anys el 23 de setembre de 2014, quan perdrà el dret de vot en un Conclave papal.

### Relacions amb els Legionaris de Crist
Franc Rode era amic de Marcial Maciel, fundador dels Legionaris de Crist, i era proper als Legionaris i al successor de Maciel, Álvaro Corcuera. Per això, la visita apostòlica als Legionaris de Crist, decidida per la Santa Seu el 2009, va ser enviada pel secretari d'Estat i no (com ha de ser) per la congregació que ell va presidir.
L'abril de 2010, el periodista estatunidenc Jason Berry va escriure dos articles sobre el National Catholic Reporter que descrivien l'ús generalitzat pels Legionaris de Crist donacions de béns i diners fets a alguns prelats de la Cúria Romana. Berry, les fonts del qual eren els ex legionaris, van posar en dubte Franc Rode.

### Acusacions de paternitat
Als mitjans eslovens sorgiren a l'agost del 2012 acusacions de paternitat de Rodé. Ell negà les acusacions i expressà la seva voluntat a sotmetre's voluntàriament a una prova d'ADN. També anuncià que emprendria accions legals contra els mitjans per intromissió al seu dret a la intimitat. Els mitjans eslovens afirmaren que va dir «Després del que m'han fet s'ho mereixen». Les proves d'ADN sortiren negatives, i l'acusació es demostrà falsa.